# A folytonosság illúziója
A folytonosság illúziója a hallással kapcsolatos érzéki csalódás, amely akkor keletkezik, amikor egy hang átmenetileg megszakad, illetve elfedik más hangok, ezért nem áll róla rendelkezésre szenzoros információ. 

## Sajátosságai
A szünetnek viszonylag rövidnek (50 ms vagy rövidebb), az elfedő hangnak (zajnak) pedig kellően magasnak kell lennie, hogy hatékonyan elfedje a szünetet. Ha a hang magassága állandó, emelkedő vagy csökkenő, a fül folyamatosnak fogja hallani, amennyiben a rövid megszakításokat zaj fedi el. Az emberi fül azonban rendkívül érzékeny a hirtelen változásokra, ezért az illúzió sikerességéhez elengedhetetlen, hogy a hang amplitúdója a szünet után ne változzon meg túlságosan. 
A folytonosság illúziója ugyanakkor csak akkor valósul meg, ha valóban van „bizonyíték” arra, hogy a hang az elfedés ellenére folytatódik. A szüneteket kitöltő zajnak tartalmaznia kell olyan frekvenciakomponenst, amely a hangban is megvan, a szünet utáni hangnak pedig jó folytatásának kell lennie a szünet előttinek.

## Magyarázata
Az illúzió magyarázata valószínűleg az lehet, hogy a fülünk adaptálódott a háttérzajok kiszűréséhez. Ez azt jelenti, hogy a hallási eseményeket elkülönítjük egymástól aszerint, hogy melyekre figyelünk jobban, és melyekre kevésbé. A nem figyelt hangok kevésbé jól hallhatóak, mintegy a háttérben maradnak. Ilyen módon tudunk egyetlen, zaj által zavart hangforrást észlelni több különböző helyett.

## Fordítás
Ez a szócikk részben vagy egészben  az   Illusory continuity of tones című angol Wikipédia-szócikk ezen változatának fordításán alapul.  Az eredeti cikk szerkesztőit annak laptörténete sorolja fel. Ez a jelzés csupán a megfogalmazás eredetét és a szerzői jogokat jelzi, nem szolgál a cikkben szereplő információk forrásmegjelöléseként.